# Eddie Hearne

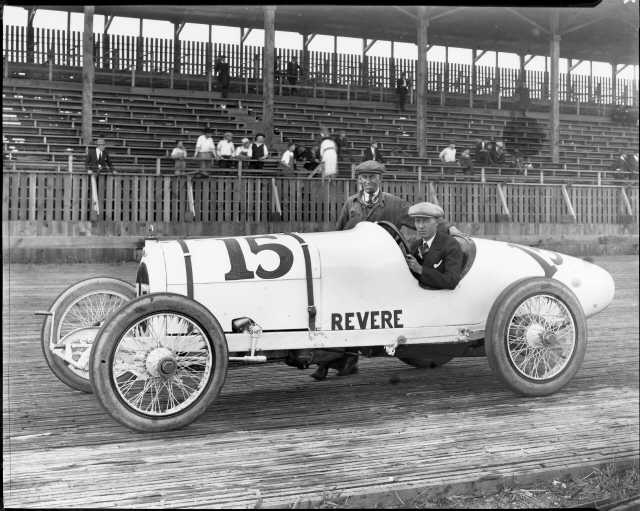
Eddie Hearne i sin ReVere #15 på Tacoma Speedway 5 juli 1920.

Eddie Hearne, född 1 mars 1887 i Kansas City, död 9 februari 1955, var en amerikansk racerförare.

## Racingkarriär
Hearne tävlade i Indianapolis 500 nio gånger, med en andraplats 1919, bakom den suveräne vinnaren Howdy Wilcox, som bästa placering. Han blev även trea i tävlingen 1922 bakom Jimmy Murphy och Harry Hartz. Hearnes största framgång under karriären var hans titel i det nationella mästerskapet 1923, hela tretton år efter sina första två segrar i deltävlingar under säsongen 1910. Hearne avslutade sin karriär efter 1927, och hade då tagit 11 segrar i deltävlingar i mästerskapet, dock aldrig någon vinst på Indianapolis.

## Källhänvisningar
1. ↑  "Eddie Hearne". Racing-reference.info. Läst 1 februari 2015. (engelska)
2. ↑  "1919 Liberty 500". Racing-reference.info. Läst 1 februari 2015. (engelska)